# راجر پری
راجر پری (انگلیسی: Roger Perry؛ ۷ مه ۱۹۳۳ – ۱۲ ژوئیهٔ ۲۰۱۸) هنرپیشه اهل ایالات متحده آمریکا بود. وی بین سال‌های ۱۹۵۸ تا ۲۰۱۱ میلادی فعالیت می‌کرد.